# Гончаров, Яков Игнатьевич
Яков Игнатьевич Гончаров (белор. Якаў Ігнатавіч Ганчароў; 1914—1982) — участник Великой Отечественной войны, начальник связи эскадрильи 96-го гвардейского бомбардировочного авиационного полка 301-й бомбардировочной авиационной дивизии 3-го бомбардировочного авиационного корпуса 16-й воздушной армии 1-го Белорусского фронта, гвардии старший лейтенант. Герой Советского Союза.

## Биография
Родился 10 марта (23 марта по новому стилю) 1914 года в деревне Заленки Российской империи, ныне деревня Козловка Мстиславского района Могилёвской области Белоруссии, в крестьянской семье. Белорус.
Окончил 7 классов школы. В 1929—1931 годах работал председателем колхоза «Красный партизан».
Призван в Красную Армию в декабре 1932 года. В 1937 году окончил Нерчинскую школу младших авиационных специалистов. Участник боёв с японскими войсками на реке Халхин-Гол в 1939 году.
Во время Великой Отечественной войны в действующей армии — с июня 1941 года. Член ВКП(б)/КПСС с 1942 года. Сражался на Западном, Брянском, Юго-Западном, Сталинградском, Донском, Центральном, Белорусском, 1-м Белорусском фронтах.
В составе 270-й бомбардировочной авиационной дивизии 8-й воздушной армии Сталинградского фронта и 223-й бомбардировочной дивизии 16-й воздушной армии Донского фронта — участвовал в Сталинградской битве. На Центральном фронте в составе 301-й бомбардировочной дивизии 16-й воздушной армии Центрального фронта участвовал в оборонительной части Курской битвы, а затем — в Орловской наступательной операции.
Начальник связи эскадрильи 96-го гвардейского бомбардировочного авиационного полка гвардии старший лейтенант Яков Гончаров к марту 1945 года совершил 221 боевой вылет, в воздушных боях сбил лично 1 и в группе 3 вражеских самолёта. Всего к моменту окончания войны совершил 244 боевых вылета.
После окончания войны Я. И. Гончаров продолжал службу в Советской Армии. В 1951 году окончил курсы усовершенствования офицерского состава при 1-м Московском Краснознаменном училище связи. С 1954 года майор Яков Гончаров — в запасе.
Жил и работал в городе Мстиславль. Умер 26 марта 1982 года, похоронен в Мстиславле.

## Награды
- Указом Президиума Верховного Совета СССР от 15 мая 1946 года за мужество и героизм, проявленные при нанесении бомбардировочных ударов по врагу, гвардии старшему лейтенанту Гончарову Якову Игнатьевичу присвоено звание Героя Советского Союза с вручением ордена Ленина и медали «Золотая Звезда» (№ 7038).
- Награждён также четырьмя орденами Красного Знамени), тремя орденами Красной Звезды, а также медалями «За боевые заслуги», «За оборону Сталинграда», «За освобождение Варшавы», «За взятие Берлина», «За победу над Германией» и другими.

## Память
- Именем Героя названа улица в Мстиславле.